# Gnathanodon speciosus
A Gnathanodon speciosus a sugarasúszójú halak (Actinopterygii) osztályának sügéralakúak (Perciformes) rendjébe, ezen belül a tüskésmakréla-félék (Carangidae) családjába tartozó faj.
Nemének egyetlen faja.

## Előfordulása
A Gnathanodon speciosus előfordulási területe az Indiai- és a Csendes-óceánok. Az elterjedése a Dél-afrikai Köztársasághoz tartozó KwaZulu-Natal nevű tartománytól és a Vörös-tengertől kezdve északkeletre Japánig, míg távol keletre a mexikói Alsó-Kaliforniáig, valamint a Dél-Amerikában levő Ecuadorig tart.

## Megjelenése
Ez a hal általában 75 centiméteres, de elérheti a 120 centiméteres hosszúságot és a 15 kilogrammos testtömeget is. Azonban 32,5 centiméteresen már felnőttnek számít. A hátúszóján 8 tüske és 18-20 sugár van, míg a farok alatti úszóján 3 tüske és 15-17 sugár látható. A felnőtt Gnathanodon speciosus aranysárga színű, halványszürke függőleges sávokkal; a fiatal sávjai vékonyabbak és egészen feketék is lehetnek; a felnőtten fekete pontok is megjelenhetnek.

## Életmódja
Trópusi és szubtrópusi hal, amely a korallszirtek közelében levő homokos térségeken és lagúnákban él; 80 méternél mélyebbre nem úszik. Rákokra és a homokba rejtőzködő gerinctelenekre vadászik. A felnőttek rajokban úsznak, és néha cápákat követnek. Az ivadék a medúzák csalánozó tapogatói között rejtőzködik; a fiatal pedig nagyobb tengeri állatok - tengeri teknősök és dugongok - társaságát keresi.

## Felhasználása
A természetes élőhelyein, az emberi fogyasztásra szánt kifogása csekély; viszont frissen, sózva vagy szárítva kapható és ehető. A legtöbb példányát fiatalon az akváriumok számára fogják ki. A sporthorgászok is kedvelik. Kismértékben a tenyésztése is elkezdődött.

## Képek

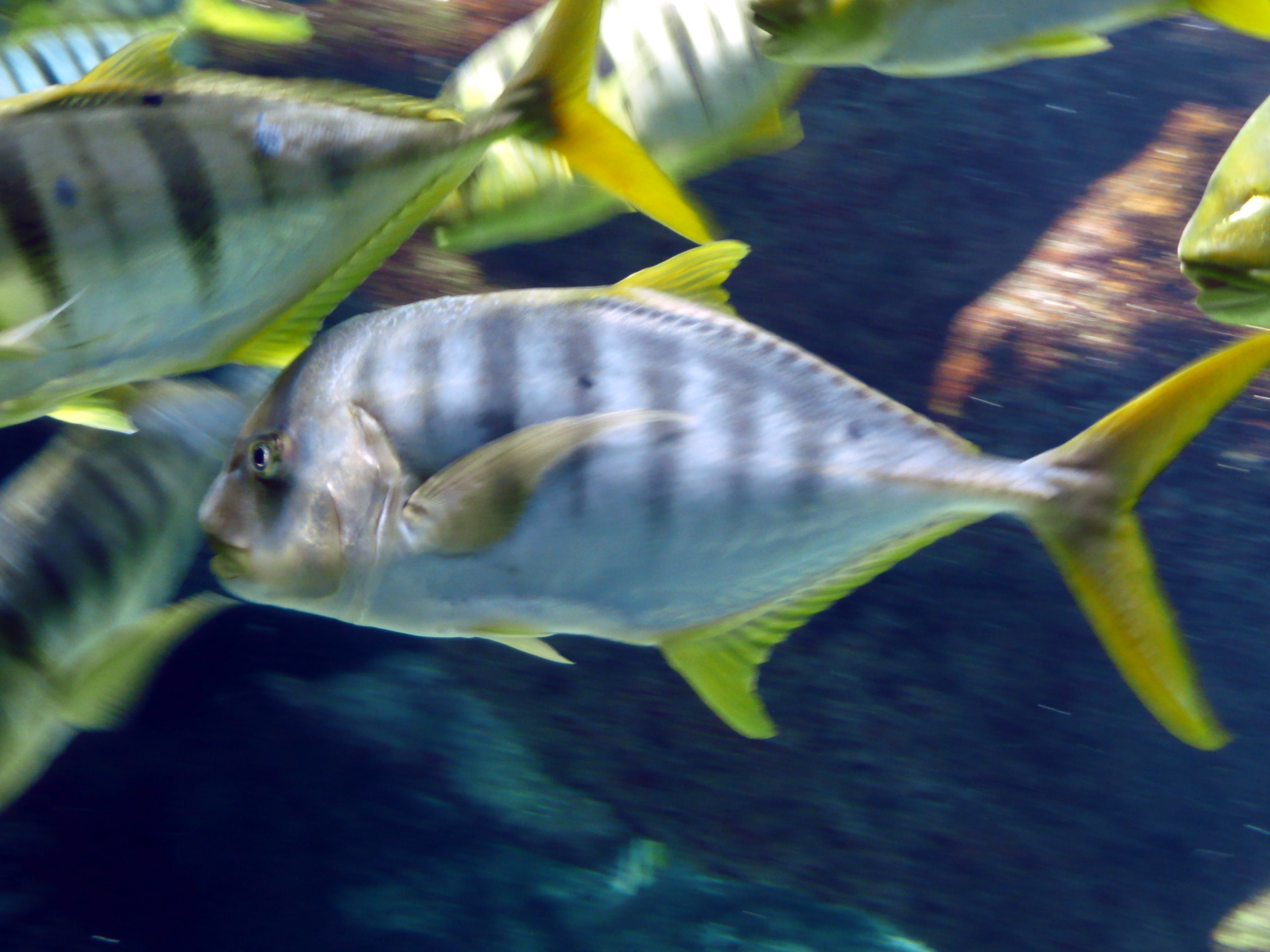
Gnathanodon speciosus rajok
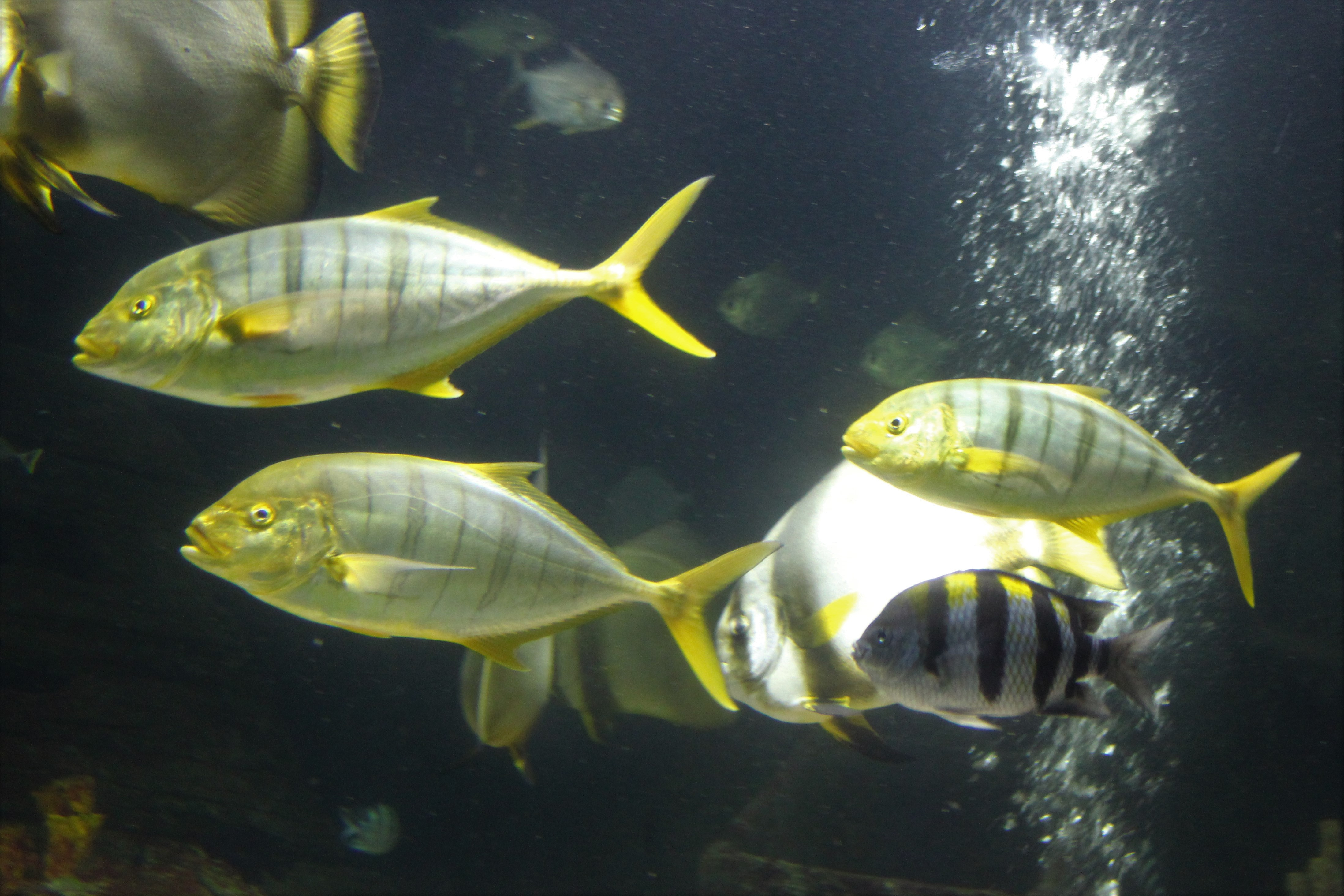
különböző akváriumokban
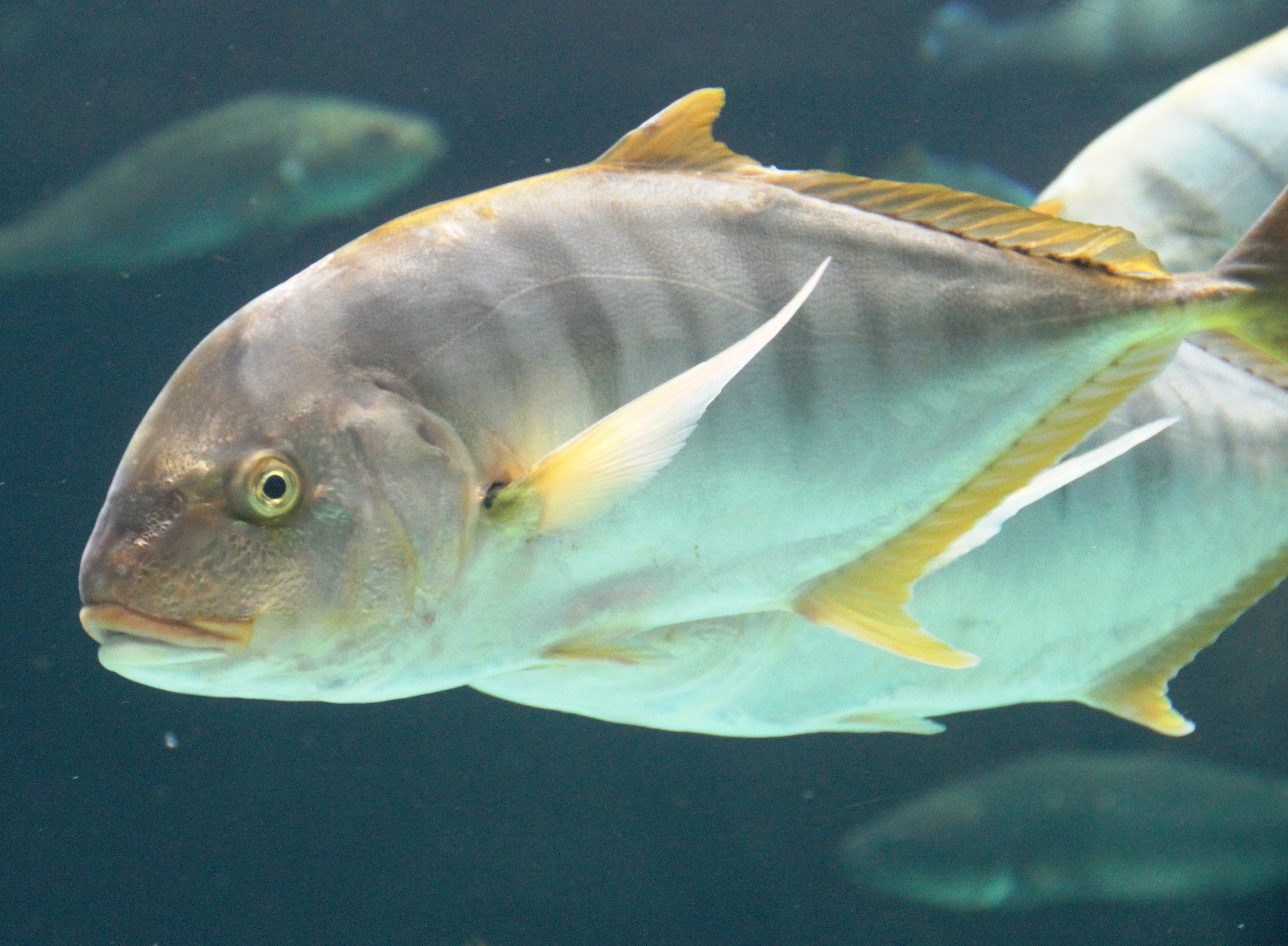
Idős és
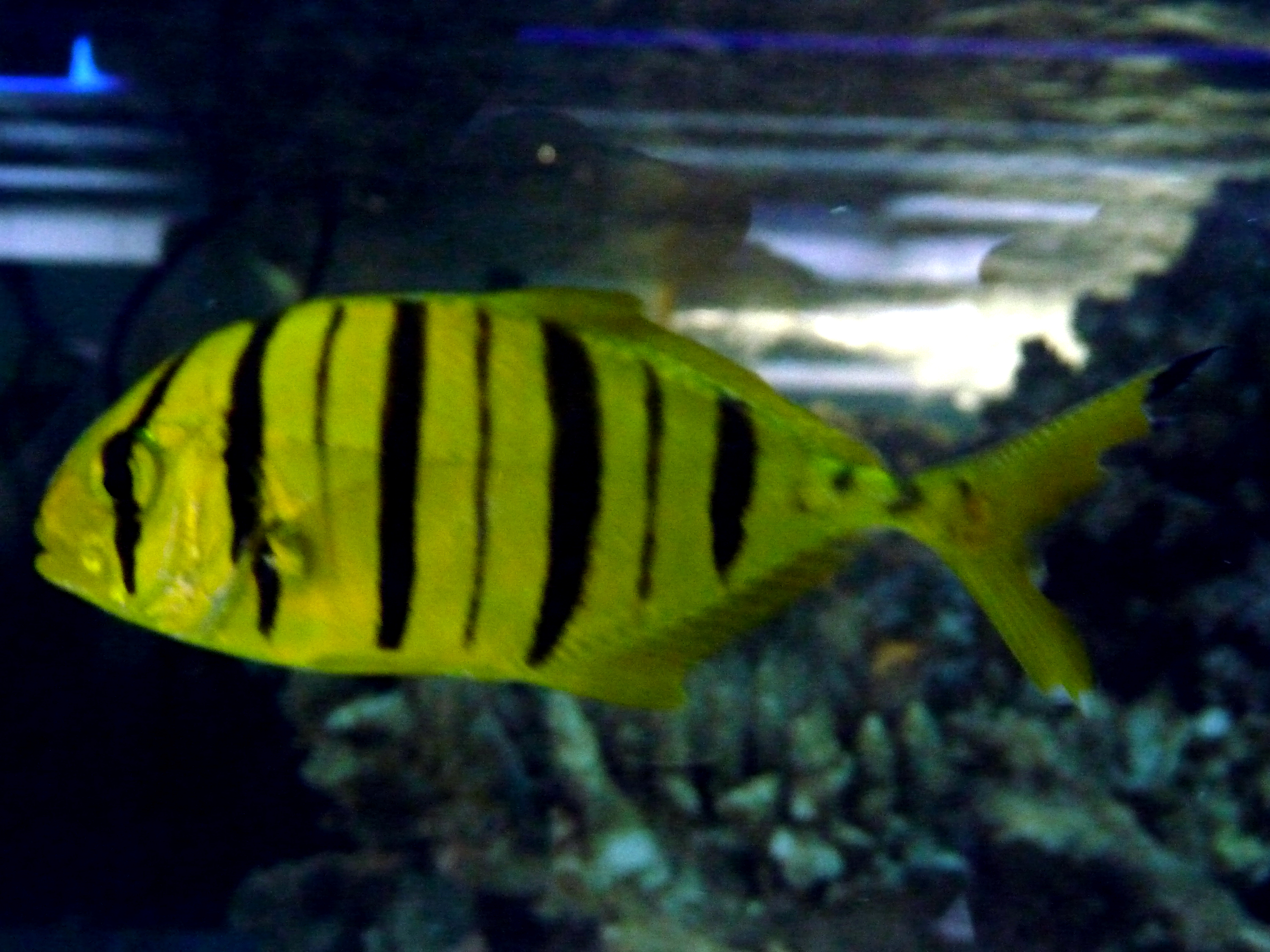
fiatal példány
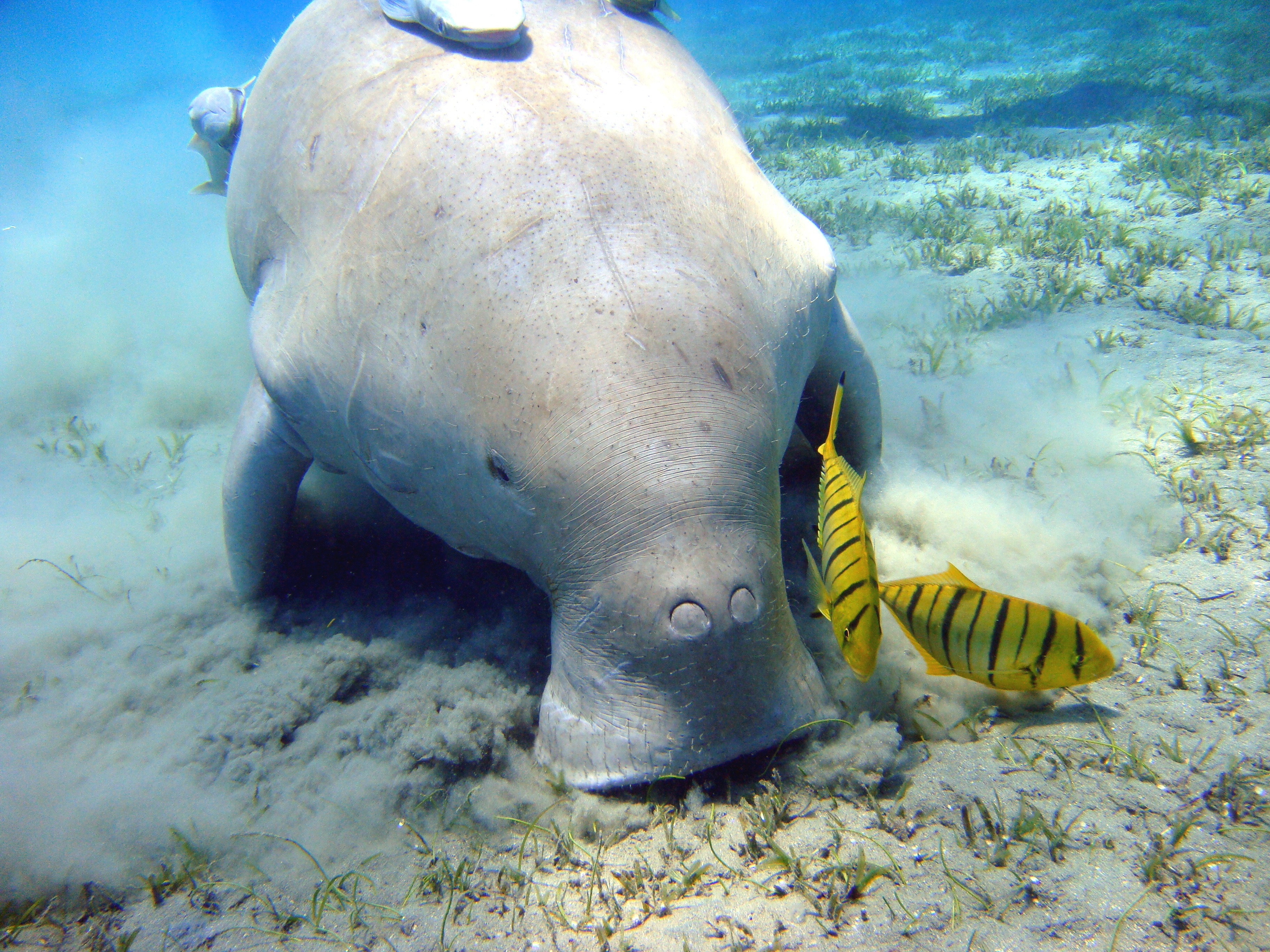
Dugong társaságában